# تالایشتنبرگ
تالایشتنبرگ (به آلمانی: Thallichtenberg) یک شهر در آلمان است که در Kusel واقع شده‌است. تالایشتنبرگ ۵۹۸ نفر جمعیت دارد.